# ジョン・ハード
ジョン・ハード(John Heard, 1946年3月7日 - 2017年7月21日)はアメリカ合衆国ワシントンD.C.出身の俳優。

## 来歴
本名は、ジョン・マシュー・ハード・ジュニア。国防総省勤務のジョン・マシュー・ハードとヘレン・スパーリング・ハードの長男として生まれた。四人兄弟で、姉妹と弟がいる(弟のマシューは1975年に交通事故で死去)。ワシントン郊外のチェビー・チェイスのカトリック家庭で育ち、イエズス会系の男子校ゴンザガ高校に入学、演劇部に入り初めて舞台に立った。卒業後はクラーク大学とアメリカ・カトリック大学大学院で演劇を学ぶが、大学院の研修先の劇団に加わり、学業を放棄して俳優になる道を選んだ。姉のコーディス・ハードとともにシカゴのオーガニック・シアター・カンパニーに在籍した後ニューヨークへ移り、1979年と1980年にはオフ・ブロードウェイの舞台でオビー賞を受賞している。
舞台時代は、リチャード・ドレイファスと親交があったことでも知られる。1970年代後半には映画界に進出。当初は『男の傷』や『アフター・アワーズ』などのエキセントリックな役柄が多かった。だが、初主演作『プリズン・ウォー』やナスターシャ・キンスキーとの共演で話題を呼んだ『キャット・ピープル』の恋人役など、寡黙で心優しいキャラクターを演じさせても巧さを生かせた。90年代前後にかけては代表作が続き『バウンティフルへの旅』での繊細な性格の息子役を皮切りに『レナードの朝』での冷静な医師役など脇役での活躍が光った。また、『ホーム・アローン』での陽気なパパ役は好評を博しシリーズ2作目まで演じて当たり役となっている。しかし本人はかつてのインタビューで「ホーム・アローンの父親役として残りの俳優人生を終わらせたくない」と語っていた。その後、『ペリカン文書』や『スネーク・アイズ』などのヒット作に出演している。
『特捜刑事マイアミヴァイス』、『LAW & ORDER』、『ザ・ソプラノズ 哀愁のマフィア』、『CSI:マイアミ』、『プリズン・ブレイク』、『NUMBERS 天才数学者の事件ファイル』などのテレビシリーズにもゲスト出演している。特に『ザ・ソプラノズ 哀愁のマフィア』で演じた警察官役ではエミー賞にノミネートされるなど演技力にも定評があった。
2017年7月21日、7月19日に受けた腰の手術の療養の為に滞在していたカリフォルニア州パロアルトのホテルの部屋で死亡しているのが発見された。死因は、高血圧とアテローム性動脈硬化に伴う心臓疾患に因る心停止。
数本の公開待機作と製作中の新作も控えていたほか、退院後にはスタジオシティーの自宅付近で自転車に乗っている姿が撮影されており、全く予期せぬ死だった。
葬儀は、先祖の地であるマサチューセッツ州エセックス郡イプスウィッチで行われた。希望の聖母教会（Our Lady of Hope Church）の神父によるヨハネの福音書1章の読み上げのほか、家族によってイェイツの「イニスフリーの湖島」と、シェイクスピアのソネットが朗読され、遺灰は一族の眠るOld South Graveに埋葬された。

### 私生活
3度の結婚・離婚歴があり、最初の妻はマーゴット・キダー。その後、女優のメリッサ・レオと交際し1児の父となったが養育権の問題で確執を生んだ。
2番目の妻との間に一男一女がある。

## 主な出演作品

### 映画
| 公開年 | 邦題 原題                                                                | 役名                         | 備考                           |
| ------ | ------------------------------------------------------------------------ | ---------------------------- | ------------------------------ |
| 1977   | ファースト・ラブ First Love                                              | デヴィッド・ボナー           |                                |
| 1979   | 揺れる愛 Head Over Heels                                                 | チャールズ                   |                                |
| 1981   | 男の傷 Cutter's Way                                                      | アレックス・カッター         |                                |
| 1982   | キャット・ピープル Cat People                                            | オリバー・イエーツ           |                                |
| 1983   | LEGS/コーラスライン'87 Legs                                              | ダン・フォスター             | テレビ映画                     |
| 1984   | チャド C.H.U.D.                                                          | ジョージ・クーパー           |                                |
| 1984   | 仮面のレジデンス Too Scared to Scream                                    | スティーブ                   |                                |
| 1985   | パニック・スクール/冒涜少年団 Heaven Help Us                             | ティモシー                   |                                |
| 1985   | アフター・アワーズ After Hours                                           | トム（バーテンダー）         |                                |
| 1985   | バウンティフルへの旅 The Trip to Bountiful                               | ルディ・ワッツ               |                                |
| 1987   | ディア・アメリカ 戦場からの手紙 Dear America: Letters Home from Vietnam  | ジョニー                     | ドキュメンタリー映画、声の出演 |
| 1988   | ウーピー・ゴールドバーグの ザ・テレフォン The Telephone                  | 電話の男                     |                                |
| 1988   | ミラグロ/奇跡の地 The Milagro Beanfield War                              | チャーリー・ブルーム         |                                |
| 1988   | 第七の予言 The Seventh Sign                                              | 牧師                         |                                |
| 1988   | 裏切りの激走 Necessity                                                   | チャーリー                   | テレビ映画                     |
| 1988   | ビッグ Big                                                               | ポール・ダヴェンポート       |                                |
| 1988   | 背信の日々 Betrayed                                                      | マイケル・カーンズ           |                                |
| 1988   | フォエバー・フレンズ Beaches                                             | ジョン・ピアース             |                                |
| 1989   | ザ・パッケージ/暴かれた陰謀 The Package                                  | グレン・ウィタカー大佐       |                                |
| 1989   | KKK/炎の十字架 Cross of Fire                                             | D・C・スティーヴンソン       | テレビ映画                     |
| 1990   | ホーム・アローン Home Alone                                              | ピーター・マカリスター       |                                |
| 1990   | レナードの朝 Awakenings                                                  | カウフマン医師               |                                |
| 1991   | ランブリング・ローズ Rambling Rose                                       | ウィルコックス・ヒリアー     |                                |
| 1991   | 幸せの向う側 Deceived                                                    | ジャック・ソーンダース       |                                |
| 1992   | ラジオ・フライヤー Radio Flyer                                           | ドハーティ                   |                                |
| 1992   | ファイティング・キッズ Gladiator                                         | ジョン・ライリー             |                                |
| 1992   | 秘密 Waterland                                                           | ルイス・スコット             |                                |
| 1992   | ホーム・アローン2 Home Alone 2: Lost in New York                         | ピーター・マカリスター       |                                |
| 1992   | クラッシュ・ザ・タンカー/流出危機 Dead Ahead: The Exxon Valdez Disaster  | ダン・ローン                 | テレビ映画                     |
| 1993   | ザ・シークレット・サービス In the Line of Fire                           | リガー教授                   |                                |
| 1993   | ペリカン文書 The Pelican Brief                                           | ギャヴィン・ヴァーヒーク     |                                |
| 1994   | マイ・ファースト・ジャーニー Spoils of War                               | アンドリュー                 | テレビ映画                     |
| 1996   | 判決前夜/ビフォア・アンド・アフター Before and After                     | ウェンデル・バイ             |                                |
| 1996   | 元大統領危機一発/プレジデント・クライシス My Fellow Americans            | テッド・マシューズ副大統領   |                                |
| 1997   | 187 One Eight Seven                                                      | デイヴ・チルドレス           |                                |
| 1997   | ホワイトハウス/殺人連鎖 Executive Power                                  | サイラス・ウォーカー         | ビデオ映画                     |
| 1997   | インモラル・シェフ Men                                                   | ジョージ・バビントン         |                                |
| 1998   | スネーク・アイズ Snake Eyes                                              | ギルバート・パウエル         |                                |
| 1998   | ウェルカム・バクスター Desert Blue                                       | ランス・デヴィッドソン教授   |                                |
| 2000   | アニマル・ファクトリー Animal Factory                                    | ジェームズ・デッカー         |                                |
| 2000   | 水曜日の女 The Wednesday Woman                                           | ビル・デヴィッドソン         | テレビ映画                     |
| 2000   | ポロック 2人だけのアトリエ Pollock                                       | トニー・スミス               |                                |
| 2001   | O ［オー］ O                                                             | 校長                         |                                |
| 2002   | マンデー・ナイト・センセーション Monday Night Mayhem                     | ルーン・アーリッジ           | テレビ映画                     |
| 2002   | ジェット274 The Pilot's Wife                                             | ジャック・ライオンズ         | テレビ映画                     |
| 2004   | 最凶女装計画 White Chicks                                                | ウォーレン・ヴァンダーゲルト |                                |
| 2005   | キッドナップ The Chumscrubber                                            | ルー・ブラットリー           |                                |
| 2005   | F.R.A.T./戦慄の武装警察 Edison                                           | ティルマン                   |                                |
| 2005   | D.D.T. Locusts                                                           | ピーター・アクセルロッド     | テレビ映画                     |
| 2005   | 陰謀のターゲット The Deal                                                | ローズマン教授               |                                |
| 2006   | スティール・シティ Steel City                                            | カール・リー                 |                                |
| 2006   | 守護神 The Guardian                                                      | フランク・ラーソン大佐       |                                |
| 2007   | それぞれの空に The Lucky Ones                                            | ボブ                         |                                |
| 2007   | グレート・ディベーター 栄光の教室 The Great Debaters                     | ドージャー保安官             |                                |
| 2008   | ジャスティス・リーグ:ニューフロンティア Justice League: The New Frontier | エース・モーガン             | オリジナルビデオ、声の出演     |
| 2012   | ザ・レジェンド ソロン王の野望と勇者の逆襲 The Legends of Nethiah         | Nethiahの父                  |                                |
| 2012   | デッドorキル Would You Rather                                            | コンウェイ                   |                                |
| 2013   | シャークネード Sharknado                                                 | ジョージ                     | テレビ映画                     |
| 2013   | ウォールストリート・ダウン Assault on Wall Street                        | ジェレミー・スタンクロフト   |                                |
| 2013   | スネーク&マングース Snake and Mongoose                                   | ウォーリー・パークス         |                                |
| 2013   | ランナーランナー Runner Runner                                           | ハリー・ファースト           |                                |
| 2014   | パラサイト・ナース 美人看護師の罠 The Nurse                              | フランク                     |                                |
| 2017   | プリズン・ランペイジ Last Rampage: The Escape of Gary Tison              | ブラックウェル               |                                |
| 2018   | ジェニーの記憶 The Tale                                                  | ウィリアム・P・アレンズ      |                                |

### テレビドラマ
| 公開年    | 邦題 原題                                                                             | 役名                               | 備考         |
| --------- | ------------------------------------------------------------------------------------- | ---------------------------------- | ------------ |
| 1985      | 夜はやさしく Tender Is the Night                                                      | エイブ・ノース                     | ミニシリーズ |
| 1986      | 特捜刑事マイアミ・バイス Miami Vice                                                   | ラリー・サーモンド                 | 1エピソード  |
| 1987      | アウト・オン・ア・リム 自分探しの旅 Out on a Limb                                     | デヴィッド・マニング               | ミニシリーズ |
| 1994&1999 | ロー&オーダー Law & Order                                                             |                                    | 2エピソード  |
| 1995      | 新アウターリミッツ The Outer Limits                                                   |                                    | 1エピソード  |
| 1995-1996 | The Client                                                                            | ロイ・フォルトリッグ               | 21エピソード |
| 1999-2004 | ザ・ソプラノズ 哀愁のマフィア The Sopranos                                            | Vin Makazian                       | 5エピソード  |
| 2000      | パーフェクト・マーダー Perfect Murder, Perfect Town: JonBenét and the City of Boulder | ラリー・メイソン                   | ミニシリーズ |
| 2003-2005 | CSI:マイアミ CSI: Miami                                                               | ケンウォール“デューク”・デュケーン | 4エピソード  |
| 2004-2005 | Jack & Bobby                                                                          | Dennis Morgenthal                  | 5エピソード  |
| 2005-2006 | プリズン・ブレイク Prison Break                                                       | フランク・タンクレディ             | 10エピソード |
| 2007      | Cavemen                                                                               | トリップ                           | 2エピソード  |
| 2007-2010 | アントラージュ★オレたちのハリウッド Entourage                                         | リチャード・ウィマー               | 2エピソード  |
| 2009      | サウスランド SouthLAnd                                                                | ベン・シャーマン・シニア           | 2エピソード  |
| 2010      | Gravity                                                                               | B・C                               | 3エピソード  |
| 2011      | The Chicago Code                                                                      | マッギネス市長                     | 2エピソード  |
| 2013      | パーセプション 天才教授の推理ノート Perception                                        | エヴァン・リックフォード           | 2エピソード  |
| 2014      | NCIS:LA 〜極秘潜入捜査班 NCIS: Los Angeles                                            | マイケル・トーマス                 | 3エピソード  |
| 2015      | The Lizzie Borden Chronicles                                                          | ウィリアム・アルミー               | ミニシリーズ |
| 2016      | エレメンタリー ホームズ&ワトソン in NY Elementary                                     | ヘンリー・ワトソン                 | 1エピソード  |
| 2016      | MACGYVER/マクガイバー MacGyver                                                        | アーサー・エリックソン             | 1エピソード  |
| 2017      | APB ハイテク捜査網 APB                                                                | ジョー                             | 1エピソード  |